# ジョージア州知事
ジョージア州知事（英語：Governor of State of Georgia）は、アメリカ合衆国のジョージア州の州知事である。

## 歴代知事の一覧
| #  | 知事                                   | 就任                       | 退任           | 政党                     |
| -- | -------------------------------------- | -------------------------- | -------------- | ------------------------ |
| 1  | ウィリアム・ユーエン                   | 1775年6月22日              | 1775年12月11日 |                          |
| 2  | ジョージ・ウォルトン                   | 1775年12月11日             | 1776年2月20日  |                          |
|    | ウィリアム・ユーエン                   | 1776年2月20日              | 1776年4月15日  |                          |
| 3  | アーチボルド・ブロック                 | 1776年4月15日              | 1777年3月4日   |                          |
| 4  | バトン・グインネット                   | 1777年3月4日               | 1777年5月8日   |                          |
| 5  | ジョン・トルートレン                   | 1777年5月8日               | 1778年1月8日   |                          |
| 6  | ジョン・ハウスタン                     | 1778年1月8日               | 1779年1月7日   |                          |
|    | ウィリアム・グラスコック               | 1779年1月7日               | 1779年7月24日  |                          |
| 7  | セス・ジョン・カスバート               | 1779年7月24日              | 1779年8月6日   |                          |
| 8  | ジョン・ウェレット                     | 1779年8月6日               | 1780年1月4日   |                          |
|    | ジョージ・ウォルトン                   | 1779年11月4日              | 1780年1月4日   |                          |
| 9  | リチャード・ハウリー                   | 1780年1月4日               | 1780年2月16日  |                          |
| 10 | ジョージ・ウェルズ                     | ?                          | ?              |                          |
| 11 | ハンフリー・ウェルズ?                  | 1780年2月16日              | 1780年2月18日  |                          |
| 12 | スティーヴン・ヒアード?                | 1780年2月18日または5月24日 | 1780年8月      |                          |
| 13 | マイリック・デイヴィス                 | 1780年8月                  | 1781年8月18日  |                          |
| 14 | ネイサン・ブラウンソン                 | 1781年8月18日              | 1782年1月3日   | ホイッグ党               |
| 15 | ジョン・マーティン                     | 1782年1月3日               | 1783年1月8日   | なし                     |
| 16 | ライマン・ホール                       | 1783年1月8日               | 1784年1月9日   | なし                     |
| 17 | ジョン・ハウスタン                     | 1784年1月9日               | 1785年1月6日   | なし                     |
| 18 | サミュエル・エルバート                 | 1785年1月6日               | 1786年1月9日   | なし                     |
| 19 | エドワード・テルフェア                 | 1786年1月9日               | 1787年1月9日   | なし                     |
| 20 | ジョージ・マシューズ                   | 1787年1月9日               | 1788年1月26日  | なし                     |
| 21 | ジョージ・ハンドリー                   | 1788年1月26日              | 1789年1月7日   | なし                     |
|    | ジョージ・ウォルトン                   | 1789年1月7日               | 1790年11月9日  | 民主共和党               |
|    | エドワード・テルフェア                 | 1790年11月9日              | 1793年11月7日  | 民主共和党               |
|    | ジョージ・マシューズ                   | 1793年11月7日              | 1796年1月15日  | 民主共和党               |
| 22 | ジャレッド・アーウィン                 | 1796年1月15日              | 1798年1月12日  | 民主共和党               |
| 23 | ジェームズ・ジャクソン                 | 1798年1月12日              | 1801年3月3日   | 民主共和党、ジャクソン派 |
| 24 | デイヴィッド・エマニュエル             | 1801年3月3日               | 1801年11月7日  | 民主共和党、ジャクソン派 |
| 25 | ジョサイア・タットノール・シニア       | 1801年11月7日              | 1802年11月4日  | 民主共和党、ジャクソン派 |
| 26 | ジョン・ミレッジ                       | 1802年11月4日              | 1806年9月23日  | 民主共和党、ジャクソン派 |
|    | ジャレッド・アーウィン                 | 1806年9月23日              | 1809年11月10日 | 民主共和党、ジャクソン派 |
| 27 | デイヴィッド・ブライディー・ミッチェル | 1809年11月10日             | 1813年11月5日  | 民主共和党、ジャクソン派 |
| 28 | ピーター・アーリー                     | 1813年11月5日              | 1815年11月20日 | 民主共和党、ジャクソン派 |
|    | デイヴィッド・ブライディー・ミッチェル | 1815年11月20日             | 1817年3月4日   | 民主共和党、ジャクソン派 |
| 29 | ウィリアム・ラバン                     | 1817年3月4日               | 1819年10月24日 | 民主共和党、ジャクソン派 |
| 30 | マシュー・タルボット                   | 1819年10月24日             | 1819年11月5日  | 民主共和党、クラーク派   |
| 31 | ジョン・クラーク                       | 1819年11月5日              | 1823年11月7日  | 民主共和党、クラーク派   |
| 32 | ジョージ・トループ                     | 1823年11月7日              | 1827年11月7日  | 民主共和党、トループ派   |
| 33 | ジョン・フォーサイス                   | 1827年11月7日              | 1829年11月4日  | 民主共和党、トループ派   |
| 34 | ジョージ・ギルマー                     | 1829年11月4日              | 1831年11月9日  | 民主共和党、トループ派   |
| 35 | ウィルソン・ランプキン                 | 1831年11月9日              | 1835年11月4日  | 連合（民主党）           |
| 36 | ウィリアム・シュレイ                   | 1835年11月4日              | 1837年11月8日  | 連合（民主党）           |
|    | ジョージ・ギルマー                     | 1837年11月8日              | 1839年11月6日  | ホイッグ党               |
| 37 | チャールズ・マクドナルド               | 1839年11月6日              | 1843年11月8日  | 連合（民主党）           |
| 38 | ジョージ・クロウフォード               | 1843年11月8日              | 1847年11月3日  | ホイッグ                 |
| 39 | ジョージ・タウンズ                     | 1847年11月3日              | 1851年11月5日  | 民主党                   |
| 40 | ハウエル・コブ                         | 1851年11月5日              | 1853年11月9日  | 憲法連合（民主党）       |
| 41 | ハーシェル・ジョンソン                 | 1853年11月9日              | 1857年11月6日  | 民主党                   |
| 42 | ジョゼフ・エマーソン・ブラウン         | 1857年11月6日              | 1865年6月17日  | 民主党                   |
| 43 | ジェームズ・ジョンソン                 | 1865年6月17日              | 1865年12月14日 | 民主党                   |
| 44 | チャールズ・J・ジェンキンズ            | 1865年12月14日             | 1868年1月13日  | 民主党                   |
| 45 | トーマス・H・ルーガー                  | 1868年1月13日              | 1868年7月4日   | 軍人                     |
| 46 | ルーファス・ブロック                   | 1868年7月4日               | 1871年10月30日 | 共和党                   |
| 47 | ベンジャミン・コンリー                 | 1871年10月30日             | 1872年1月12日  | 共和党                   |
| 48 | ジェームズ・ミルトン・スミス           | 1872年1月12日              | 1877年1月12日  | 民主党                   |
| 49 | アルフレッド・H・コルキット            | 1877年1月12日              | 1882年11月4日  | 民主党                   |
| 50 | アレクサンダー・スティーヴンズ         | 1882年11月4日              | 1883年3月4日   | 民主党                   |
| 51 | ジェームズ・ボイントン                 | 1883年3月4日               | 1883年5月10日  | 民主党                   |
| 52 | ヘンリー・マクダニエル                 | 1883年5月10日              | 1886年11月9日  | 民主党                   |
| 53 | ジョン・B・ゴードン                    | 1886年11月9日              | 1890年11月8日  | 民主党                   |
| 54 | ウィリアム・J・ノース                  | 1890年11月8日              | 1894年10月27日 | 民主党                   |
| 55 | ウィリアム・イェイツ・アトキンソン     | 1894年10月27日             | 1898年10月29日 | 民主党                   |
| 56 | アレン・キャンドラー                   | 1898年10月29日             | 1902年10月25日 | 民主党                   |
| 57 | ジョゼフ・M・テレル                    | 1902年10月25日             | 1907年6月29日  | 民主党                   |
| 58 | ホーク・スミス                         | 1907年6月29日              | 1909年6月26日  | 民主党                   |
| 59 | ジョゼフ・マッケイ・ブラウン           | 1909年6月26日              | 1911年7月1日   | 民主党                   |
|    | ホーク・スミス                         | 1911年7月1日               | 1911年11月16日 | 民主党                   |
| 60 | ジョン・スレイトン                     | 1911年11月16日             | 1912年1月25日  | 民主党                   |
|    | ジョゼフ・マッケイ・ブラウン           | 1912年1月25日              | 1913年6月28日  | 民主党                   |
|    | ジョン・スレイトン                     | 1913年6月28日              | 1915年6月26日  | 民主党                   |
| 61 | ナサニエル・ハリス                     | 1915年6月26日              | 1917年6月30日  | 民主党                   |
| 62 | ヒュー・ドーシー                       | 1917年6月30日              | 1921年6月25日  | 民主党                   |
| 63 | トーマス・ハードウィック               | 1921年6月25日              | 1923年6月30日  | 民主党                   |
| 64 | クリフォード・ウォーカー               | 1923年6月30日              | 1927年6月25日  | 民主党                   |
| 65 | ラマーティン・ハードマン               | 1927年6月25日              | 1931年6月27日  | 民主党                   |
| 66 | リチャード・ラッセル・ジュニア         | 1931年6月27日              | 1933年1月10日  | 民主党                   |
| 67 | ユージーン・トールマッジ               | 1933年1月10日              | 1937年1月12日  | 民主党                   |
| 68 | ユーリス・リヴァーズ                   | 1937年1月12日              | 1941年1月14日  | 民主党                   |
|    | ユージーン・トールマッジ               | 1941年1月14日              | 1943年1月12日  | 民主党                   |
| 69 | エリス・アーナル                       | 1943年1月12日              | 1947年1月14日  | 民主党                   |
| 70 | ハーマン・トールマッジ                 | 1947年1月14日              | 1947年3月18日  | 民主党                   |
| 71 | メルヴィン・トンプソン                 | 1947年3月18日              | 1948年11月17日 | 民主党                   |
|    | ハーマン・トールマッジ                 | 1948年11月17日             | 1955年1月11日  | 民主党                   |
| 72 | マーヴィン・グリフィン                 | 1955年1月11日              | 1959年1月13日  | 民主党                   |
| 73 | アーネスト・ヴァンダイヴァー           | 1959年1月13日              | 1963年1月15日  | 民主党                   |
| 74 | カール・E・サンダース                  | 1963年1月15日              | 1967年1月11日  | 民主党                   |
| 75 | レスター・マドックス                   | 1967年1月11日              | 1971年1月12日  | 民主党                   |
| 76 | ジミー・カーター                       | 1971年1月12日              | 1975年1月14日  | 民主党                   |
| 77 | ジョージ・バスビー                     | 1975年1月14日              | 1983年1月11日  | 民主党                   |
| 78 | ジョー・フランク・ハリス               | 1983年1月11日              | 1991年1月14日  | 民主党                   |
| 79 | ゼル・ミラー                           | 1991年1月14日              | 1999年1月11日  | 民主党                   |
| 80 | ロイ・バーンズ                         | 1999年1月11日              | 2003年1月13日  | 民主党                   |
| 81 | ソニー・パーデュー                     | 2003年1月13日              | 2011年1月10日  | 共和党                   |
| 82 | ネイサン・ディール                     | 2011年1月10日              | 2019年1月15日  | 共和党                   |
| 83 | ブライアン・ケンプ                     | 2019年1月15日              | 現職           | 共和党                   |